# Namalycastis vivax
Namalycastis vivax är en ringmaskart som först beskrevs av Pflugfelder 1933.  Namalycastis vivax ingår i släktet Namalycastis och familjen Nereididae. Inga underarter finns listade i Catalogue of Life.